# Max Perutz
Max Ferdinand Perutz (ur. 19 maja 1914 w Wiedniu, Austria, zm. 6 lutego 2002 w Cambridge, Anglia) − brytyjski biochemik i krystalograf pochodzenia austriackiego, laureat Nagrody Nobla z dziedziny chemii w roku 1962 za ustalenie struktury przestrzennej hemoglobiny.

## Życiorys
Od 1937 był pracownikiem naukowym w Laboratorium Cavendisha na Uniwersytecie Cambridge. W latach 1947–1962 był profesorem Uniwersytetu Cambridge. W latach 1962–1979 był dyrektorem Laboratorium Biologii Molekularnej w Cambridge, gdzie F. Crick i J. Watson opisali po raz pierwszy strukturę DNA.
Profesor Perutz prowadził badania struktury budowy białek globularnych metodą rentgenografii strukturalnej. Na podstawie pomiarów dyfrakcji promieniowania X przez kryształy białek w roku 1959 określił mechanizm działania i strukturę przestrzenną ludzkiej hemoglobiny oraz mioglobiny kaszalota, za co w roku 1962 otrzymał Nagrodę Nobla z chemii, wraz z Johnem C. Kendrewem. Laureat Medalu Copleya. W 1987 odznaczony Pour le Mérite za Naukę i Sztukę.